# Epichlorops exilis
Epichlorops exilis är en tvåvingeart som först beskrevs av Daniel William Coquillett 1898.  Epichlorops exilis ingår i släktet Epichlorops och familjen fritflugor. Inga underarter finns listade i Catalogue of Life.